# Makrokylindrus hirsuta
Makrokylindrus hirsuta är en kräftdjursart som först beskrevs av Lomakina, och fick sitt nu gällande namn av  1955. Makrokylindrus hirsuta ingår i släktet Makrokylindrus och familjen Diastylidae. Inga underarter finns listade i Catalogue of Life.